# Седа
 Тази статия е за града в Латвия.  За града в Литва вижте Седа (Литва).  
Седа (произношение) (на латвийски: Seda) е град в североизточна Латвия, намиращ се в историческата област Видземе и в административния район Валка. Градът се намира на 122 km от столицата Рига.